# Jules Donnet
Yves Jules Donnet est un homme politique français né le 9 janvier 1831 à Magnac-Bourg (Haute-Vienne), commune où il est mort le 23 décembre 1894.
Médecin chef de l'hôpital des aliénés de Limoges, il est député de la Haute-Vienne de 1881 à 1885, siégeant au centre-gauche, avec les opportunistes. Battu en 1885, il retrouve un siège de sénateur en 1888, qu'il conserve jusqu'à son décès en 1894.

## Sources
- « Jules Donnet », dans Adolphe Robert et Gaston Cougny, Dictionnaire des parlementaires français, Edgar Bourloton, 1889-1891 [détail de l’édition]
- « Jules Donnet », dans le Dictionnaire des parlementaires français (1889-1940), sous la direction de Jean Jolly, PUF, 1960 [détail de l’édition]